# Karl Duill
Karl Duill (datas desconhecidas) foi um ciclista alemão que, nos Jogos Olímpicos de Paris 1900, conquistou a medalha de prata na prova de corrida por pontos. Também participou na prova de velocidade olímpica, sendo eliminado nas quartas de final.